# Hydrosmecta subtilissima
Hydrosmecta subtilissima är en skalbaggsart som först beskrevs av Ernst Gustav Kraatz 1854.  Hydrosmecta subtilissima ingår i släktet Hydrosmecta, och familjen kortvingar. Arten är reproducerande i Sverige.